# Ronja Fini Sturm
Pour les articles homonymes, voir Sturm.
Ronja Fini Sturm est une rameuse allemande, née le 11 septembre 1995 à Berlin.

## Palmarès

### Championnats du monde
- 2019 à Ottensheim (Autriche)
  -  Médaille de bronze en quatre de couple poids légers
- 2018 à Plovdiv (Bulgarie)
  -  Médaille de bronze en quatre de couple poids légers

### Championnats d'Europe
- 2016 à Brandebourg-sur-la-Havel (Allemagne)
  -  Médaille d'argent en deux de couple poids légers
- 2015 à Poznań (Pologne)
  -  Médaille d'argent en deux de couple poids légers